# Congresso Geral do Povo
O Congresso Geral do Povo (em árabe: المؤتمر الشعبي العام; transliterado: Al-Mo'tamar Ash-Sha'abiy Al-'Aam) é o partido político no poder no Iêmen.
Foi fundado em 24 de agosto de 1982, em Sanaa, por Ali Abdullah Saleh.
O partido é dominado por uma linha nacionalista, e sua ideologia oficial é o nacionalismo árabe, buscando a unidade árabe.

## História

### República Árabe do Iêmen
Fundado em 1982 para servir como um único partido, liderou a República Árabe do Iêmen (comumente chamado de "Iêmen do Norte"), presidido por Ali Abdullah Saleh até 1990, enquanto que o Partido Socialista Iemenita liderou a República Democrática Popular do Iêmen (comumente chamado de "Iêmen do Sul"), um regime marxista que existiu de 1967 a 1990, presidido por Ali Salim al-Beidh.

### República do Iêmen
Se tornou o partido majoritário no país, após a reunificação dos dois Estados em 22 de maio de 1990. Nas últimas eleições legislativas de 27 de abril de 2003, o partido obteve 59% dos votos e 238 dos 301 assentos na Assembleia de Representantes do Iêmen. O atual líder do partido é Abd Rabbuh Mansur Al-Hadi, o Presidente do Iêmen.